# Zäckericker Loose
Zäckericker Loose è una frazione del comune tedesco di Oderaue, nel Land del Brandeburgo.

## Storia
Nel 2003 il comune di Zäckericker Loose venne fuso con il limitrofo comune di Altreetz, formando il nuovo comune di Oderaue.